# Kuro-shima
Ne pas confondre avec Kuro-shima des îles Yaeyama.
Kuro-shima (黒島) est une île du Japon dans l'archipel Ōsumi en mer de Chine orientale.

## Géographie

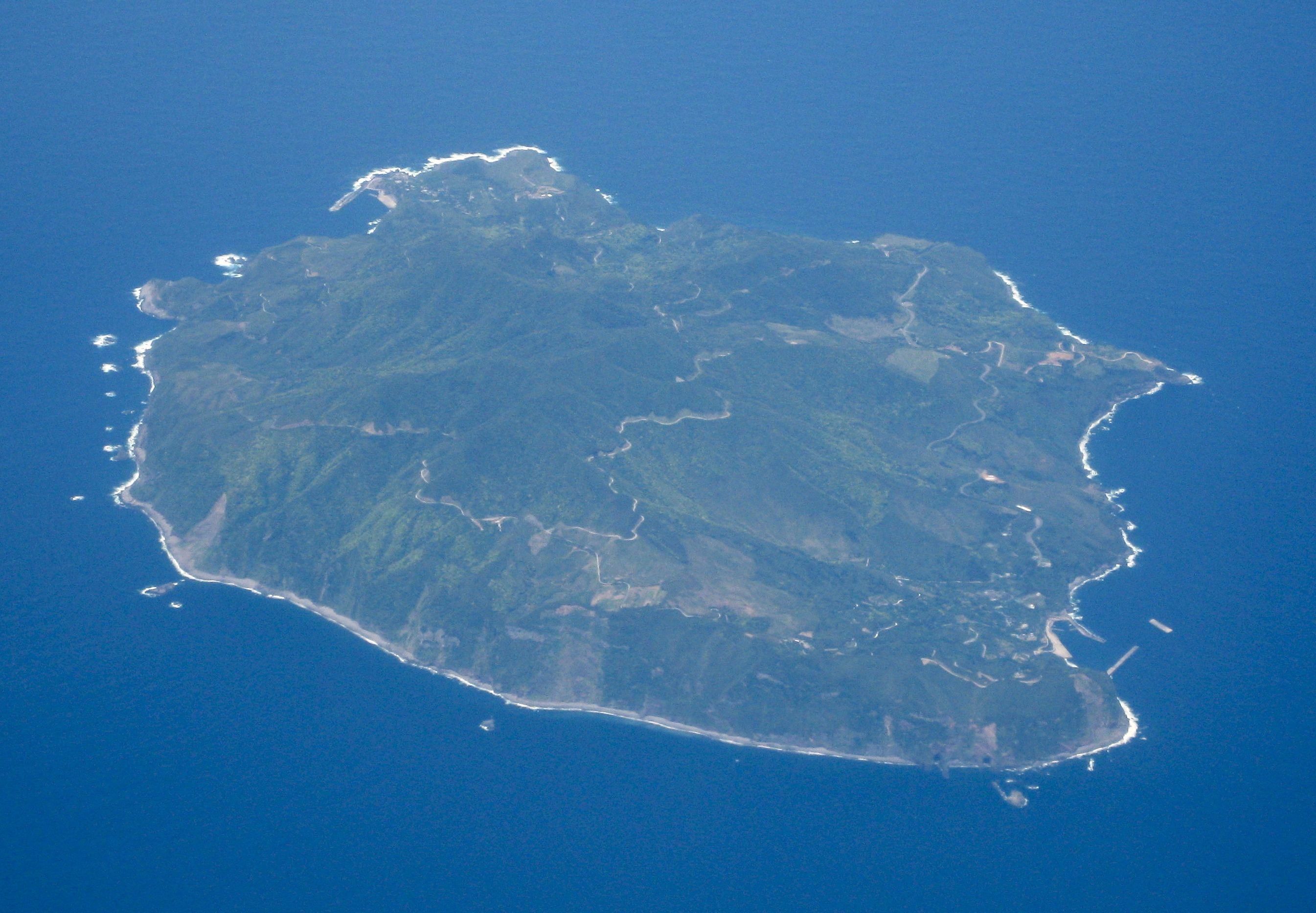
Vue aérienne de Kuro-shima.

D'une superficie de 15,51 km2, l'île d'origine volcanique, Kuro-shima, est la plus au sud des îles Ōsumi. Elle se situe dans le village de Mishima, à 110 km au sud de Kagoshima, avec Iō-jima et Take-shima. Ses habitants vivent de la pêche.

## Histoire
Elle appartient lors de l'époque d'Edo au domaine de Satsuma. En 1896, elle est transférée à l'administration du district d'Ōshima et, en 1911, devient une part de Toshima.
Un roman de Sawako Ariyoshi publié en 1979 se passe sur l'île.